# Yusuke Tasaka
Yusuke Tasaka (田坂 祐介 Tasaka Yusuke?), född 8 juli 1985 i Hiroshima prefektur, är en japansk fotbollsspelare.
Tasaka började sin karriär 2007 i Kawasaki Frontale. 2012 flyttade han till VfL Bochum. Han spelade 81 ligamatcher för klubben. Han gick tillbaka till Kawasaki Frontale 2015. Med Kawasaki Frontale vann han japanska ligan 2017 och 2018. 2019 flyttade han till JEF United Chiba.